# HMAS Sirius (O 266)
Le HMAS Sirius (O 266), est un pétrolier ravitailleur servant dans la marine royale australienne.
Il est stationné à la base navale de Stirling (Fleet Base West) à Garden Island dans la banlieue de Perth.

## Construction
Il a été construit en Corée du Sud, sur les chantiers Hyundai sous le nom de MT Delos et modifié par la société australienne Tenix pour répondre aux besoins de la marine royale australienne pour remplacer le HMAS  Westralia (en). Il a été baptisé en l'honneur du HMS Sirius de la première flotte.

### Note et référence
- (en) Cet article est partiellement ou en totalité issu de l’article de Wikipédia en anglais intitulé « HMAS Sirius (O 266) » (voir la liste des auteurs).